# 东学西渐
東學西漸，又名「東學西傳」，是中国科学及文化向西方傳播的整個歷史过程。與「西學東漸」（英語：Eastward spread of Western learning）相對。

## 东学西渐的路径

### 旅行家

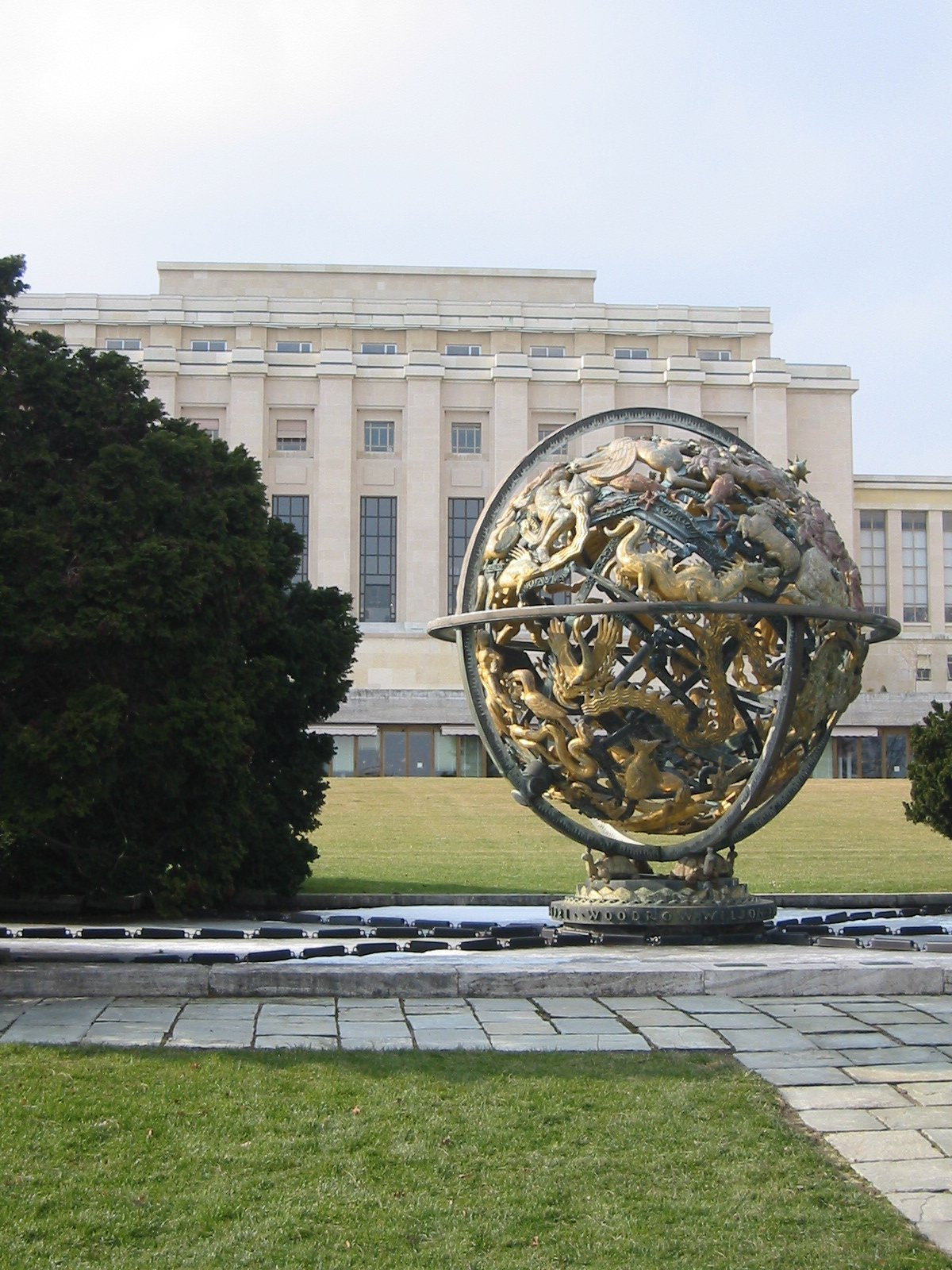
万国宫阿丽亚娜公园里的浑天仪，是联合国日内瓦办事处的象征。

- 最早来中国的旅行家是大食商人苏莱曼，他在唐大中五年（851年）来中国旅行，著有《中国印度见闻录》（一译《苏莱曼东游记》），报告过中国海船和中国茶叶。
- 意大利旅行家马可·波罗在元代从丝绸之路来中国旅行（1275年），著有《马可·波罗游记》。
- 14世纪英国作家約翰·曼德維爾根据马可波罗和鲁不鲁乞的游记，幻想创作了《约翰·曼德维尔爵士航海及旅行记》，介绍中东、中亚、印度和契丹（中国）。
- 摩洛哥旅行家伊本·白图泰大约在1336年到1349年到达中国。
- 1322年，方济各会修士鄂多立克（和徳理）从意大利抵达中国旅行。经泉州入中国，游历福州、杭州、金陵、扬州、明州、北京等地旅行，取道西藏回国。后在病榻上口述东游经历，由他人笔录成书《鄂多立克东游录》。
- 威尼斯旅行家尼科洛·達·康提於1419年从威尼斯出发前往印度、中国旅行。1433年抵达古里，其时正逢郑和下西洋到访古里；康提描写中国海船比欧洲海船大。
- 1500年，波斯旅行家赛义德·阿里·阿克巴尔·哈塔伊游历中国，于1516年在当时奥斯曼帝国首都伊斯坦堡（君士坦丁堡），用波斯语写成《中国纪行》一书，作为礼物奉献给奥斯曼帝国蘇丹塞利姆一世。
- 葡萄牙旅行家費爾南·門德斯·平托的《遠遊記》，其中包括到中国的游记。
- 1748年，英国海军上将安逊（George Anson（英语：George Anson, 1st Baron Anson））发表《环球航海记》，他两次率领舰队到过中国，他在书中揭露了清朝統治下的社会的腐败及国民性的卑劣，给当时欧洲的“中国热”浇了一盆冷水。
- 1757年苏格兰建筑师威廉·钱伯斯根据他在华的考察，出版《论中国人的建筑、家具、服饰、机械和生活用具》。
- 1804年，马戛尔尼访华使团约翰·巴罗（John Barrow（英语：Sir John Barrow, 1st Baronet））出版《中国旅行记》（TRAVELS　IN　CHINA）。描写了中国的建筑、语言文字、科学、宗教、妇女、家庭、乃至行政、司法等方面。
- 1817年，阿美士德使团秘书亨利·埃里斯撰写的《近期英使來華使節日誌》出版。

### 传教士
- 1252年，法国方济各会教士鲁不鲁乞（约1220年-约1293年）受法国国王路易九世派遣，到蒙古帝国首都哈拉和林传教。著有《鲁不鲁乞东游记》。
- 1556年－多明我会葡萄牙传教士达克鲁斯（Gaspar da Cruz 1520-1570）抵达中国广州。1570年他的《中国志》（Tractado emque se cōtam muito pol estéco as cous da China）在欧洲出版。他在一封信中，提到中国人喝一种“有益健康”的草药饮料。
- 门多萨（Gonzales de Mendoza 1540—1617）。西班牙传教士，1585年出版西班牙文《大中华帝国史》，随后十年内被翻译为意大利文、法文、英文与荷兰文，向西方证实了马可波罗记载的富饶的契丹国家就是现在的中国。该书是十六世纪末欧洲一部重要的介绍中国政治、制度、工艺、文化、文字的著作。门多萨没有来过中国，他是根据其他传闻和其他传教士的资料写成的。后来传教士庞迪我写文纠正了门多萨的一些错误。
- 曾德昭，万历四十一年（1613年）耶稣会葡萄牙传教士曾德昭到达中国南京，1636年返回欧洲，途上完成了《大中国志》。
- 安文思，Gabriel de Magalhāes，耶稣会葡萄牙传教士，1640年来华，先到四川，1648年抵达北京，著有《中国新史》（又名《中国的十二特点》）。
- 鲁德照
- 殷铎泽
- 金尼阁（Nicolas Trigault，1577—1628 ），耶稣会比利时传教士，他把利玛窦用意大利文写作的回忆录手稿《基督教远征中国史》翻译成拉丁文，改名为《利玛窦中国札记》，并作了补充和润色。1615年该书在奥格斯堡出版，轰动欧洲。
- 卜弥格，（Michel Boym，1612—1659 ），天主教耶稣会波兰传教士，曾代表南明永历皇帝出使罗马教廷和西欧。
- 卫匡国
- 黄嘉略
- 李明 (传教士)，
- 1736年，法國耶穌會教士杜赫德 （J.B. Du Halde，1674-1743）綜合百多年歐洲傳教士有關中國之調查報告，編纂刊印《中華帝國通誌》。
- 理雅各
- 偉烈亞力

## 十进位制的西传

公元400年的孙子除法 6561/9

孙子除法现身于公元825年花拉子米的著作中

10世纪波斯数学家伊本·拉班的除法，正是不折不扣的孙子除法

非主流观点认为十进位制及十进位制算术起源于中国，传入印度。起源于春秋战国时代的十进位制以及以十进位制为基础的加、减、乘、除算术运算的程序，在9世纪由花拉子米《印度數字算術》一书介绍到阿拉伯国家，和十世纪波斯数学家伊本·拉班《印度算术原理》介绍的印度除法一样，其上、中、下三行的排列形式，除数与被除数右边对齐，自左到右的运算次序，每算一步之后将除数右移一位的规则，甚至余数表示为分数的上、中、下三行表示方法，都是不折不扣的孙子除法。此外，印度算术的加法减法开平方开立方的程序也和孙子算经相同。花拉子米介绍十进位制的书籍被翻译成拉丁文，伊本·拉班《印度算术原理》被翻译成希伯来文传播于西方。

## 造纸术的西传
- 8世纪中叶中国造纸术传入巴格达、大马士革、摩洛哥。
- 12世纪中叶中国造纸术由摩尔人传入西班牙。
- 13世纪末叶中国造纸术传入意大利。
- 14世纪末叶中国造纸术传入法国、德国。
- 15世纪中国造纸术传入英国、荷兰、瑞士。
- 16世纪传入美洲新大陆。

## 磁学的西传
中国宋代航海磁针在1180年左右通过阿拉伯人传入欧洲。

## 印刷术的西传
1584年西班牙历史学家传教士胡安·岡薩雷斯·德·門多薩在所著《中华大帝国史》中提出，古騰堡受到中国印刷技术影响；中国的印刷术，通过两条途径传入德国，一条途径是经俄罗斯传入德国，一条途径是通过蒙古商人及阿拉伯商人携带书籍传入德国，古騰堡以这些中国书籍，作为他的印刷的蓝本（第8章：纸与印刷术的西传）。

## 中国园林艺术西传
- 马可·波罗

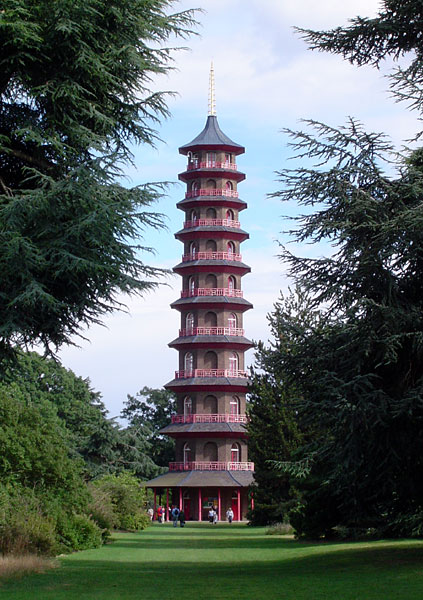
钱伯斯设计的伦敦丘园中国式塔

- 意大利传教士利玛窦在1610年著《基督教远征中国史》曾详细叙述南京园林。
- 法国耶稣会传教士王志誠在1747年著《北京附近的皇室园亭》向欧洲人介绍圆明园。
- 苏格兰建筑师、造园家威廉·钱伯斯勋爵在1757年著《中国房屋建筑》是欧洲第一部介绍中国园林的专著。钱伯斯一书影响很大，一时中国式园林如雨后春笋在英国和德国大城市遍地开花。钱伯斯在伦敦亲自设计了伦敦丘园（Kew Garden）的中国式塔。1773年钱伯斯又著《论东方园林》
- 德国造园家路德维希·翁则尔（Ludwig Unzer）著《中国园林论》

## 中国造船技术的西传
中国在公元前二世记已经掌握多个隔水仓技术，一两个隔水仓漏水，船也不会沉。隔水仓技术，经马可·波罗介绍，传入欧洲，但被欧洲人忽略。到了18世记，英国海军总工程师萨穆尔·边沁（Samuel Bentham 1757-1831）旅游中国研究中国造船技术，把中国的隔水仓引入英国，1795年才造出英国第一艘带隔水仓的军舰。

## 中国桥梁技术的西传
- 悬索桥在中国已有两千多年历史。1655年意大利耶稣会传教士卫匡国（Martin Martini，1614年－1661年），记述他在中国贵州省所见的悬索桥，第一次将中国悬索桥介绍给西方。1741年，欧洲才有第一座悬索桥。

## 中国文学的西传
- 十八世纪法传教士赫苍壁、白晋、宋君荣等翻译诗经。
- 法儒莲翻译《灰阑纪》、《赵氏孤儿记》、《西厢记》、《平山冷燕》、《白蛇传》。
- 法巴赞翻译《合汗衫》、《琵琶记》、《货郎担》、《窦娥冤》。
- 法神父昂特爾科爾翻譯《今古奇觀》
- 法阿貝爾·雷米薩翻譯《玉嬌梨》
- 英威爾金森翻譯《好逑傳》
- 十九世纪法译：《二度梅》、《三国演义》

## 医学的西传
- 十七世纪荷兰东印度公司医生邦特最早将针刺术介绍到欧洲。
- 十七世纪末叶法国耶稣会士巴多明介绍冬虫夏草、大黄、三七、当归等中药。
- 十八世纪初法国耶稣会士科斯特最早将中国人痘接种法介绍到欧洲，而英國醫生愛德華·詹納，則是第一個發明並推廣牛痘接種，以預防天花的人；耶稣会士韩国英将《医宗金匮》、宋慈《洗冤录》翻译成法文。这时期翻译成法文的还包括《本草纲目》、《奇经八脉总说》、《脉诀》等医书。
- 法国国王御医阿斯特吕克著《性病论》，第一次介绍中國医學的性病理论和治疗方法。
- 法范德孟德在18世纪翻译本草纲目。

### 引用
1. ↑  孟建安，苏文兰主编,中国文化概论,暨南大学出版社,2016.03,第201页
2. ↑  吕晓，郑艳，李明，赵雅杰,中华图像文化史  清代卷,中国摄影出版社,2018.01,第34页
3. ↑  钱存训 2004.